# Calle de Alonso Berruguete
La calle de Alonso Berruguete es una vía urbana de la ciudad de Valladolid, España.

## Descripción
Aparece descrita en Las calles de Valladolid de Juan Agapito y Revilla de la siguiente manera:

Al derribarse, a mediados del siglo XIX, el palacio del Almirante, se destinó, pues ello era objeto del derribo, la mayor parte del solar para emplazar el teatro de Calderón de la Barca, y sobró terreno para dejar una calle entre las de las Angustias y Rosario y aun solares para edificar una fila de casas. A los pocos años de trazarse esa nueva calle, según me dice mi buen amigo el señor Zurita, quien así lo tiene entendido, se la dio el nombre de «calle del Cardenal Moreno», porque ocupaba a la sazón la sede metropolitana de Valladolid y su palacio arzobispal tan próximo a la calle estaba, y Don Juan Ignacio Moreno Maisonave fue un prelado muy estimado en la ciudad.  

Había nacido el prestigioso prelado en Guatemala el 14 de Noviembre de 1817. Trasladada la familia a la Península, aquí estudió y recibió el presbiterado el 1.° de Julio de 1849, empezando su brillante carrera eclesiástica siendo arcediano de la primada por Decreto de 4 de Enero de 1851 y no tardando muchos años obispo de Oviedo, consagrándose en Madrid el 8 de Diciembre de 1857 y entrando en su diócesis el 23 de Enero de 1858.  
Tampoco tardó mucho tiempo en ser preconizado arzobispo de Valladolid, pues lo fue en Consistorio de 1.° de Octubre de 1863, haciendo su entrada solemne en nuestra ciudad el 18 de Enero de 1864. Rigiendo esta archidiócesis fue creado cardenal en el Consistorio secreto de 13 de Marzo de 1868 y recibió la birreta cardenalicia, de manos de Doña Isabel II, el 4 de Abril y el 22 de Noviembre la imposición del capelo y el título de Santa María de la Paz.  
De Valladolid pasó a regentar la primada, para la que fue preconizado arzobispo de Toledo, en 5 de Julio de 1875 e hizo su entrada oficial en la ciudad de los concilios el 25 de Marzo de 1876.  
Tan ilustre prelado falleció en su palacio arzobispal de Madrid en 28 de Agosto de 1884.  
Poco duró a la calle el nombre de «Cardenal Moreno», pues poco después de la gloriosa, como llamaron a la revolución de Septiembre de 1868, hubo el consiguiente cambio de nombre y se puso a la calle el título de «Alonso Berruguete», en memoria del gran escultor castellano, cuyo taller tuvo por tantos años en Valladolid y aquí lucieron obras importantes del maestro, como el retablo mayor de la iglesia del convento de San Benito, otros dos gemelos en la misma iglesia, con estatuas de alabastro (lo del retablo magno y estas estatuas hoy en el Museo Nacional de Escultura de esta ciudad), y el de la Adoración de los Reyes en la parroquia de Santiago.  

Bueno que se tributara a Alonso González Berruguete un recuerdo, muy modesto al fin, a su portentosa labor; pero mejor hubiera sido tributársele en el paraje donde vivió y trabajó y no donde ninguna relación tiene la memoria del artista. Bien es verdad que esa falta de relación entre los sitios denominados por nombres de personas ilustres y éstas o sus actuaciones en la ciudad se verá repetida muchas veces.